# Remaster palmatus
Remaster palmatus är en sjöstjärneart som först beskrevs av Perrier 1881.  Remaster palmatus ingår i släktet Remaster och familjen Korethrasteridae. Inga underarter finns listade i Catalogue of Life.